# George Boole
George Boole (Lincoln, 2 november 1815 - Ballintemple (Cork), 8 december 1864) was een Brits wiskundige en logicus.
Vanaf 1849 was hij hoogleraar in de wiskunde in de Ierse stad Cork. Als uitvinder van de booleaanse logica, de basis van de moderne digitale computerlogica, wordt Boole achteraf beschouwd als een van de grondleggers van de computerwetenschap. Zijn zogenaamde booleaanse algebra's, een vorm van symbolische logica, worden op diverse plaatsen in de wiskunde gebruikt en vinden toepassing bij het ontwerpen van computerschakelingen. Booleaanse algebra bestudeert algebraïsche structuren met de logische operatoren AND (en), OR (of) en NOT (niet). De operatoren zijn direct gerelateerd aan de begrippen doorsnede, vereniging en complement uit de verzamelingenleer. De booleaanse operatoren, en / and, niet / not, of / or, waar onder andere zoekmachines gebruik van maken voor het specificeren van zoekopdrachten zijn naar George Boole genoemd.

## Biografie
De vader van George Boole, John Boole (1779-1848), was een kleine en niet erg bemiddelde handelaar met "een leergierig karakter en een actieve geest". Vooral geïnteresseerd in wiskundige wetenschap en logica, gaf hij zijn zoon de eerste lessen. Het uitzonderlijke wiskundige talent van George kwam in zijn vroege jeugd echter niet tot uiting: aanvankelijk genoten de klassieke letteren zijn voorkeur. Vanaf 1831, toen hij buiten zijn geboorteplaats als leraar ging werken om zijn familie te kunnen onderhouden, onderwees hij zichzelf in de wiskunde. Een belangrijke invloed had daarbij Edward Bromhead FRS, die hem uit zijn collectie boeken leende en hem ook in aanraking bracht met het werk van de Analytical Society (Babbage, Herschel en Peacock).
In 1834, op negentienjarige leeftijd, richtte hij een school op in Lincoln. In 1838 verhuisde hij met zijn ouders en zijn broer en zus naar Waddington om daar – in een dienstbetrekking – de school van een vroegere, overleden werkgever voort te zetten. Een paar jaar later keerde de familie terug naar Lincoln, waar Boole zijn eigen kostschool begon. In 1849 werd hij aangesteld als eerste hoogleraar wiskunde aan het toenmalige Queen’s College in Cork in Ierland, waar de bibliotheek, het ondergrondse collegezalencomplex en het Boole Centrum voor Informatica-onderzoek naar hem zijn vernoemd. In 1855 huwde hij Mary Everest (een nicht van George Everest), die later verschillende opvoedkundige boeken schreef.
Boole had vijf dochters:

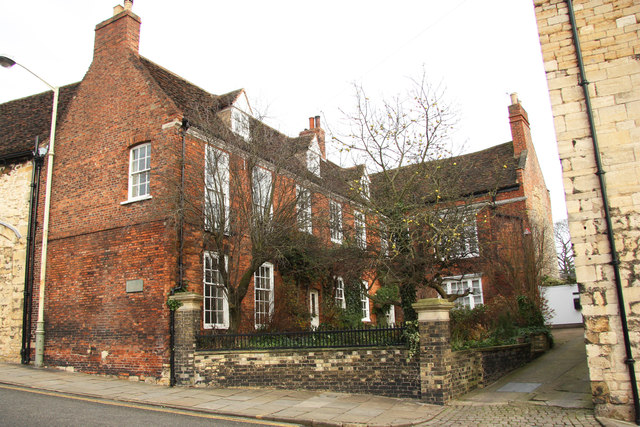
Boole's huis en kostschool in Lincoln

- Mary, die huwde met de wiskundige en schrijver Charles Howard Hinton en drie kinderen (Howard, William en Joan) had.
- Margaret, wier zoon Geoffrey Ingram Taylor wiskundige en Fellow van de Royal Society werd.
- Alicia Boole Stott, die belangrijke bijdragen leverde aan de vierdimensionale meetkunde.
- Lucy, de eerste vrouwelijk hoogleraar chemie in Engeland.
- Ethel Lilian, die trouwde met de Poolse wetenschapper en revolutionair Wilfrid Michael Voynich. Zij was de schrijver van de roman The Gadfly (1897, over de strubbelingen van een internationale activist in Italië).

Het persoonlijke karakter van Boole was voor zijn vrienden een bron van de grootste achting. Hij viel op door authentieke bescheidenheid en hij besteedde zijn leven aan het vastberaden streven naar de waarheid. Hoewel hij voor zijn verhandeling van 1844 een onderscheiding kreeg van de Royal Society en een eredoctoraat van de Universiteit van Dublin, was hij niet op zoek naar de gebruikelijke waardering en kreeg die ook niet voor de ontdekkingen, die hem daar het recht toe gaven. Op 8 december 1864, in de volle kracht van zijn intellectuele vermogens, stierf hij aan een koortsaanval, die eindigde in longfalen. Hij is begraven in Blackrock, een buitenwijk van Cork.

## Werk

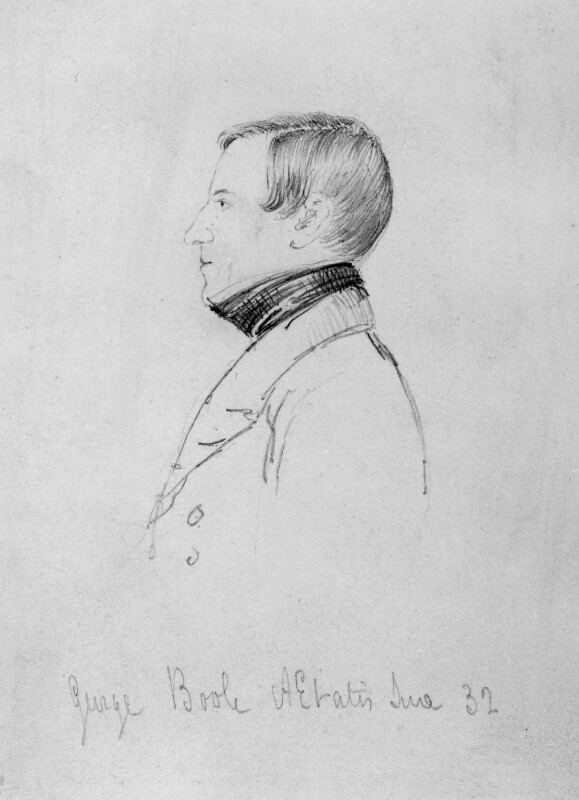
Tekening uit 1847, kunstenaar onbekend

Voor het bredere publiek was Boole slechts bekend als de schrijver van talrijke artikelen over wiskundige onderwerpen en drie of vier overzichtelijke publicaties die maatgevend zijn geworden. Zijn eerste gepubliceerde verhandeling was de "Researches in the theory of analytical transformations, with a special application to the reduction of the general equation of the second order.” (Onderzoek naar de theorie van analytische transformaties, met een speciale toepassing op de reductie van de algemene vergelijking van de tweede orde) verscheen in februari 1840 in het pas opgerichte wiskundig tijdschrift The Cambridge Mathematical Journal (Band 2, nr. 8, p. 64-73). Deze publicatie leidde tot een vriendschap tussen Boole en Duncan Gregory, de hoofdredacteur van dit tijdschrift. Deze vriendschap duurde tot 1844, het jaar dat Duncan Gregory op jeugdige leeftijd overleed. Zijn artikel 'Exposition of a General Theory of Linear Transformations' (november 1841) gaf de aanzet tot de invariantentheorie.
Tijdens zijn leven zijn door Boole maar twee systematische verhandelingen over wiskundige onderwerpen voltooid. Het bekende Treatise on Differential Equations (Verhandeling over Differentiaalvergelijkingen) verscheen in 1859, en werd het jaar daarop gevolgd door een Treatise on the Calculus of Finite Differences (Verhandeling over de Analyse van eindige verschillen), bedoeld als een vervolg op het eerste werk. Deze verhandelingen vormen waardevolle bijdragen aan de belangrijke desbetreffende takken van wiskunde. Tot op zekere hoogte geven deze verhandelingen uitdrukking aan de meer belangwekkende ontdekkingen van hun schrijver. In het zestiende en zeventiende hoofdstuk van de Differential Equations vinden we bijvoorbeeld een verslag van de algemene symbolische methode, de stoutmoedige en knappe werkwijze, die leidde tot de belangrijkste ontdekkingen van Boole, en van een algemene analysemethode, die aanvankelijk was beschreven in zijn befaamde verhandeling, die gepubliceerd was in de Philosophical Transactions van 1844. Boole was een van de belangrijkste mensen, die opmerkte dat de werkingssymbolen gescheiden konden worden van de kwantitatieve symbolen en behandeld konden worden als afzonderlijke berekeningsobjecten. Zijn belangrijkste kenmerk was een volmaakt vertrouwen in elk resultaat, dat werd verkregen door de behandeling van symbolen overeenkomstig hun basiswetten en -voorwaarden en een bijna ongeëvenaarde vaardigheid en vermogen om deze resultaten uit te tekenen.
Tijdens de laatste paar jaar van zijn leven was Boole onafgebroken bezig met het uitbreiden van zijn onderzoek, met de bedoeling om een tweede editie te voltooien van zijn Differential Equations, die veel afgeronder zou zijn dan de eerste uitgave. Daarvoor bracht hij een deel van zijn vakantie door in de bibliotheken van de Royal Society en het Brits Museum; maar deze nieuwe uitgave is nooit tot stand gekomen. Na zijn overlijden bleken de manuscripten zo onvolledig dat Todhunter, die ze in handen kreeg, het onmogelijk vond om ze te gebruiken voor de publicatie van een tweede editie van de oorspronkelijke verhandeling en ze daarom in 1865 uitgaf in een aanvullend boekdeel.

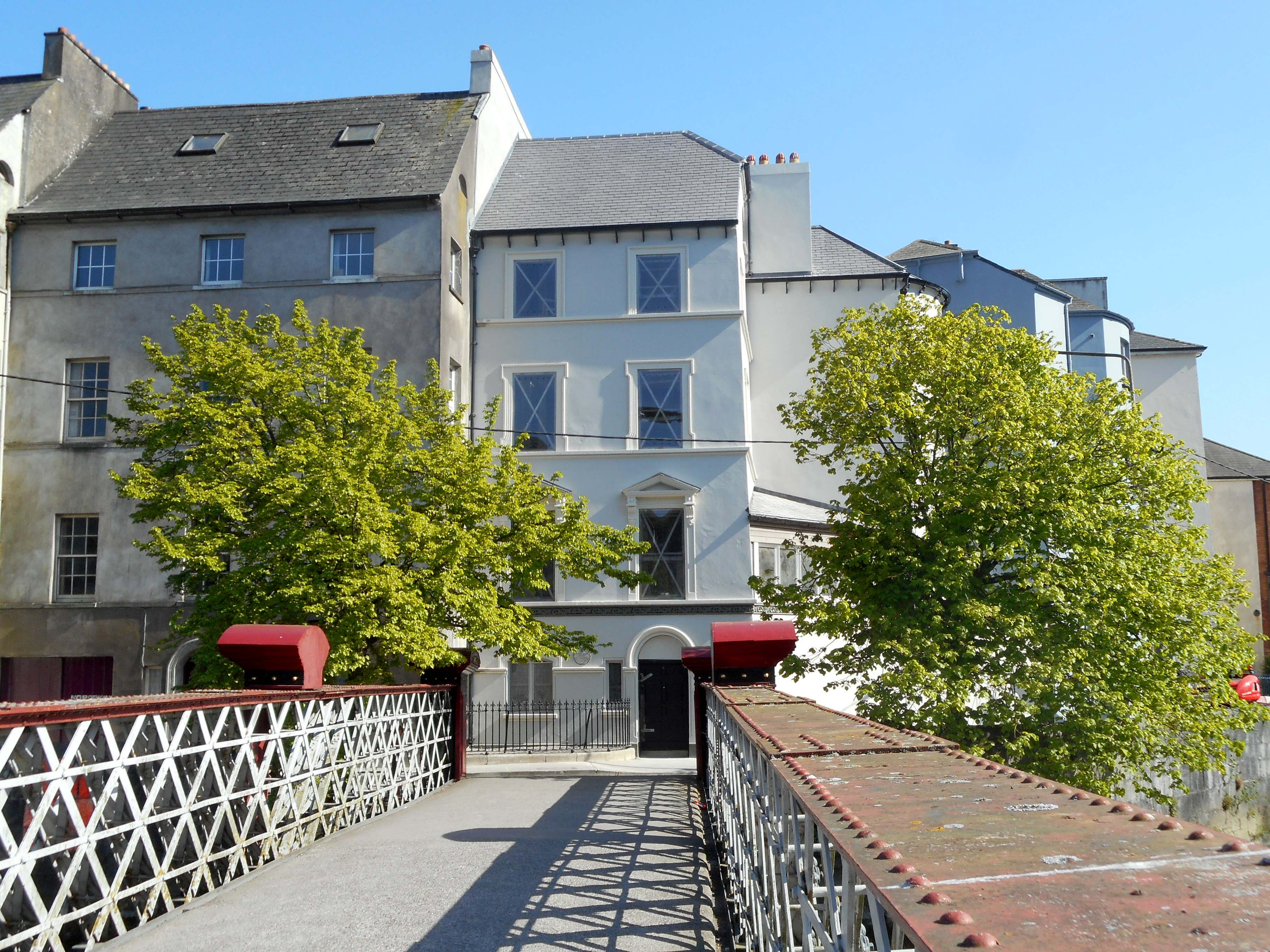
Boole's woning tussen 1849 en 1855, Cork

Met uitzondering van Augustus De Morgan, was Boole waarschijnlijk de eerste Engelse wiskundige sinds de tijd van John Wallis, die ook over logica had geschreven. Zijn nieuwe ideeën over de logische methode waren te danken aan hetzelfde grote vertrouwen in het symbolische redeneren, waarin hij met succes bij zijn wiskundige onderzoek zijn vertrouwen had gesteld. In gedachten was Boole bezig geweest met beschouwingen betreffende een analyse van de manier van redeneren in verschillende perioden, maar pas in het voorjaar van 1847 stelde hij zijn ideeën op schrift in het pamflet met de titel Mathematical Analysis of Logic. Achteraf beschouwde Boole dat als een overhaaste en onvolmaakte weergave van zijn logische systeem en wilde hij dat alleen zijn veel uitgebreidere werk An Investigation of the Laws of Thought, on Which are Founded the Mathematical Theories of Logic and Probabilities (1854), gezien zou worden als een uitgewerkte weergave van zijn ideeën. Desondanks bezit zijn vroegere werk betreffende de logica de charme van oorspronkelijkheid, die eenvoudig naar waarde te schatten is.
Hij beschouwde logica niet als een tak van wiskunde, zoals dat door de titel van zijn eerdere pamflet zou kunnen lijken, maar hij wees op een zodanig vergaande analogie tussen de symbolen van de algebra en de symbolen die volgens hem tot stand konden worden gebracht om logische vormen en syllogisme weer te geven, dat we nauwelijks tot een andere conclusie kunnen komen dan dat (speciaal zijn) formele logica wiskundig beperkt is tot de twee eenheden, 0 en 1. Als eenheid duidde Boole het universum van alle denkbare objecten aan; letterlijke symbolen, zoals x, y, z, v, u, enz., werden gebruikt om de facultatieve betekenis aan gewone adjectieven en substantieven te hechten. Dus als x = gehoornd en y = schaap, geven de daaropvolgende keuzebewerkingen weergegeven door x en y, als zij worden toegepast op de eenheid, het geheel weer van de gehoornde schapen. Boole liet zien dat dit soort facultatieve symbolen gehoorzamen aan dezelfde primaire combinatie-wetten als algebraïsche symbolen, waaruit volgde dat ze vrijwel op dezelfde manier als getallen opgeteld, afgetrokken, vermenigvuldigd en zelfs gedeeld konden worden. Dus (1 - x) zou de handeling weergeven van het selecteren van alle dingen ter wereld, behalve gehoornde dingen, en (1 - x) (1 - y) zou ons alle dingen opleveren die niet gehoornd en schaap waren. Door het gebruik van dergelijke symbolen zouden proposities teruggebracht kunnen worden tot de vorm van vergelijkingen en de syllogistische conclusie uit twee premissen werd dan verkregen door het elimineren van de middelste term volgens de gewone algebraïsche regels.

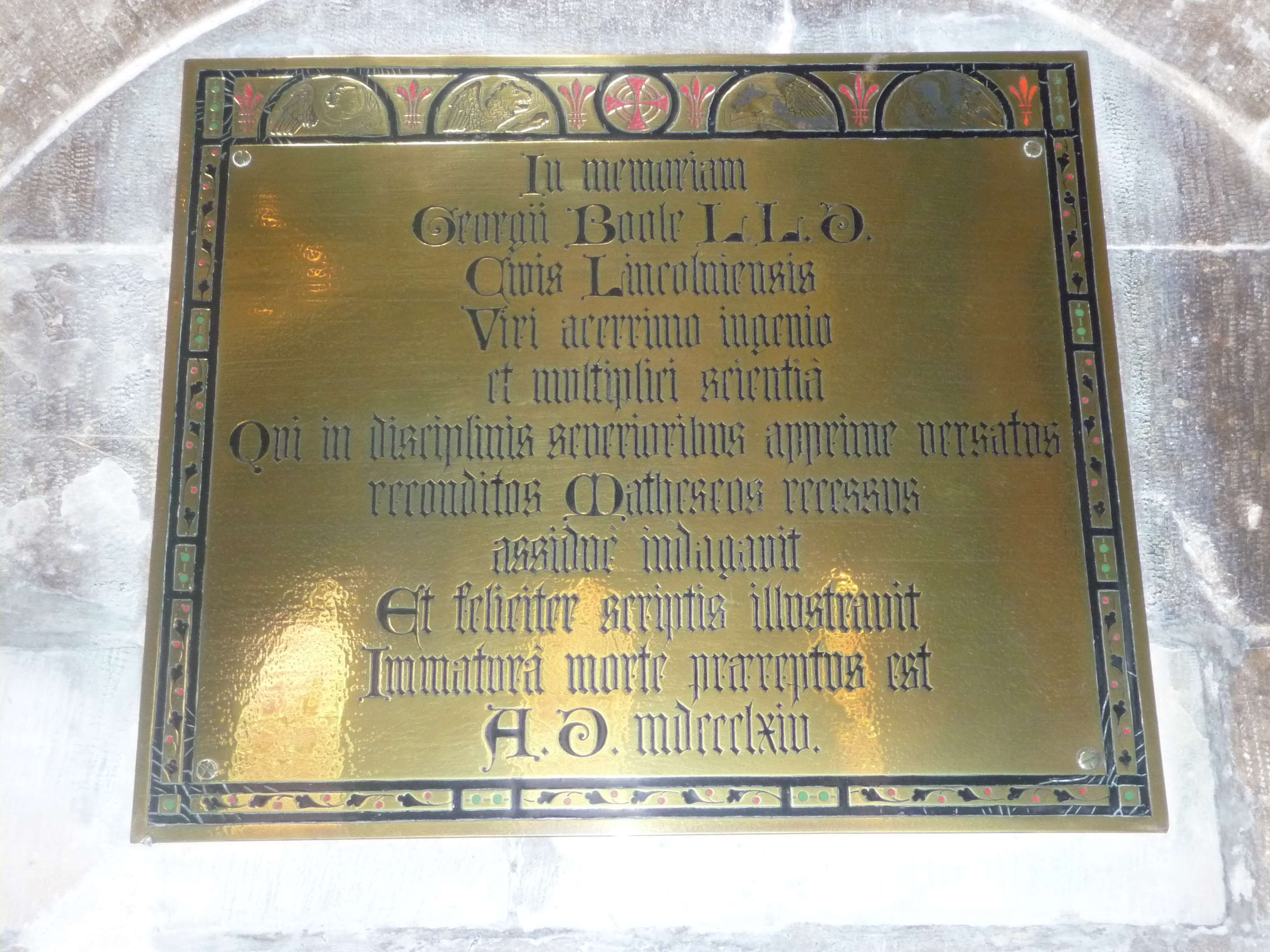
Gedenkplaat in de Kathedraal van Lincoln

Nog origineler en opmerkelijker was echter dat gedeelte van zijn systeem – volledig uiteengezet in zijn Laws of Thought – dat een algemene symbolische methode voor een logische gevolgtrekking vormde. Boole liet zien hoe, bij elke propositie met betrekking tot elk getal, door de zuiver symbolische behandeling van de premissen, elke conclusie getrokken kon worden die logisch in die premissen besloten lag. Het tweede gedeelte van de Laws of Thought bevat een soortgelijke poging om een algemene methode te ontdekken bij waarschijnlijkheden, die ons in staat zou stellen om vanuit de gegeven waarschijnlijkheden van elk systeem van gebeurtenissen, de daaruit volgende waarschijnlijkheid te bepalen van elke andere gebeurtenis, die logisch verbonden is met de gegeven gebeurtenissen.
Boole sprak onder de woorden dat,
 ... er kan geen algemene methode voor de oplossing van vraagstukken in de theorie van de kansrekening worden vastgesteld, die niet expliciet ... die universele wetten van het denken erkent, die de basis vormen voor elke redenering...
Hoewel Boole, behalve zijn werken over wiskunde en logica, maar weinig publiceerde, was zijn kennis van de algemene literatuur uitgebreid en grondig. Dante was zijn favoriete dichter en hij gaf de voorkeur aan het Paradijs boven de Hel. De metafysica van Aristoteles, de ethica van Spinoza, de filosofische werken van Cicero, en veel soortgelijke werken, waren bij hem ook vaak onderwerp van bestudering. Zijn gedachten over wetenschappelijke, filosofische en religieuze vraagstukken worden behandeld in vier voordrachten over Het genie Sir Isaac Newton, Het juiste gebruik van vrije tijd, De beweringen van de wetenschap en Het maatschappelijke aspect van de intellectuele cultuur, die hij op verschillende tijdstippen schreef en publiceerde.

## Nalatenschap

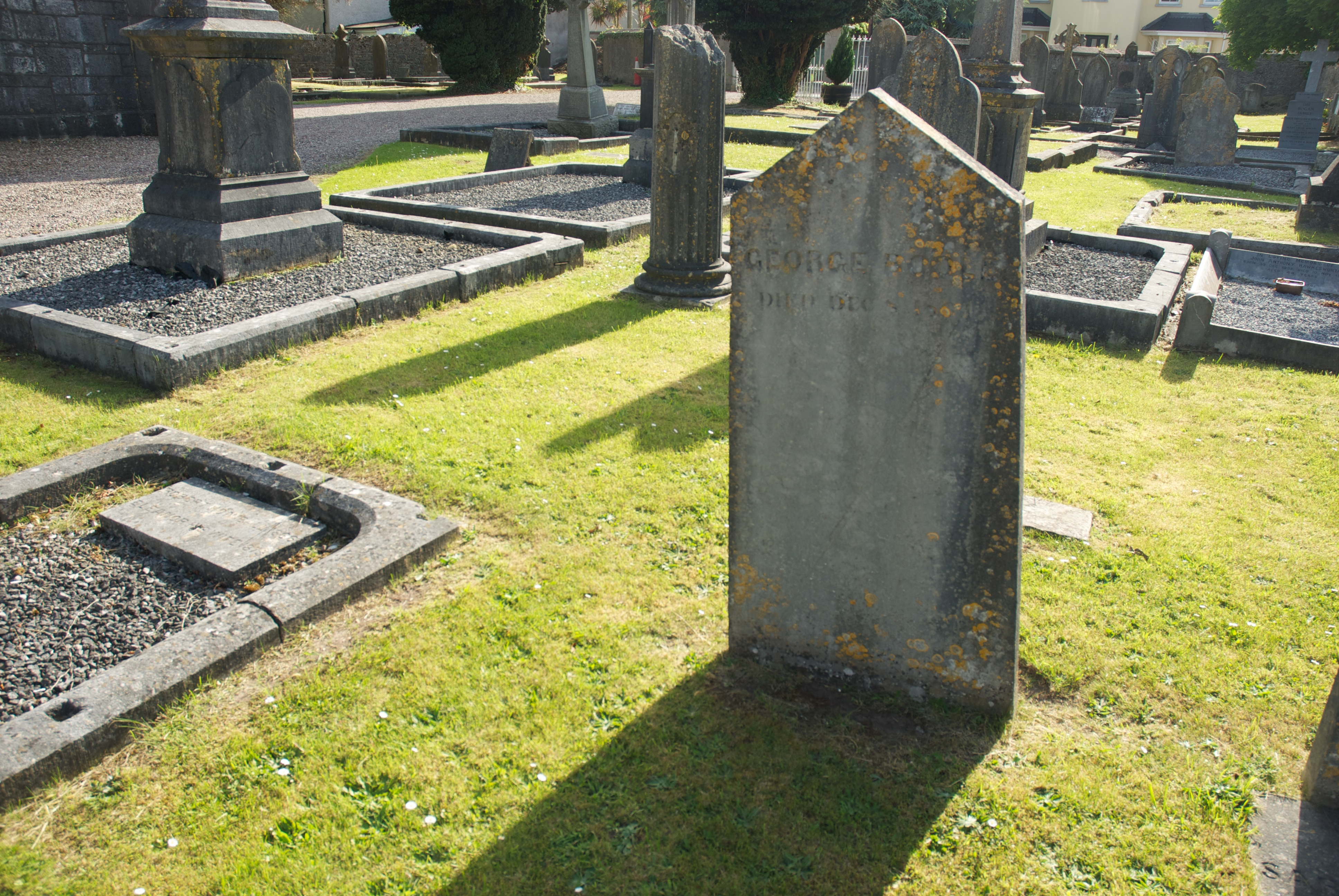
Het graf van George Boole in Blackrock

Het werk van Boole is voortgezet en verfijnd door William Stanley Jevons, Augustus De Morgan, Charles Sanders Peirce, en William Ernest Johnson. Dat werk werd weer samengevat door Ernst Schröder, Louis Couturat, en Clarence Irving Lewis.
In 1921 publiceerde de econoom John Maynard Keynes een boek dat sindsdien wordt beschouwd als een klassieker over de waarschijnlijkheidstheorie: "A Treatise of Probability." De opmerkingen van Keynes over Boole’s waarschijnlijkheidstheorie werden over het algemeen beschouwd als de definitieve uiteenzetting over het onderwerp. Keynes vond dat Boole een fundamentele vergissing had begaan, die zijn analyse veel schade had berokkend. In een onlangs verschenen boek, "The Last Challenge Problem," verschaft David Miller een algemene methode, die in overeenstemming is met het systeem van Boole en die de problemen probeert op te lossen, die eerder door Keynes en anderen waren onderkend.
Booles werk (net als dat van zijn intellectuele volgelingen) was betrekkelijk onbekend, behalve bij logici. Ten tijde dat het verscheen leek het geen praktisch belang te hebben. Ongeveer zeventig jaar na het overlijden van Boole, woonde Claude Shannon echter een filosofiecollege bij op de Universiteit van Michigan, dat hem liet kennismaken met het werk van Boole. Shannon zag dat het werk van Boole de grondslag kon vormen voor mechanismen en processen in de echte wereld en daarom uiterst relevant was. Shannon schreef op het Massachusetts Institute of Technology (MIT) vervolgens een dissertatie, waarin hij liet zien hoe de Booleaanse algebra het ontwerp kon optimaliseren van elektromagnetische relaissystemen, die destijds werden gebruikt bij stuurschakelingen bij de telefonie. Hij toonde vervolgens aan dat dergelijke relaiscircuits kunnen worden gebruikt om alle problemen op te lossen die de booleaanse algebra kan oplossen. Het gebruikmaken van de eigenschappen van elektrische schakelingen is het basisidee dat ten grondslag ligt aan alle huidige elektronische digitale computers. Volgens de Sovjetlogici en -wiskundigen S.A. Yanovskaya, Gaaze-Rapoport, Dobrushin, Lupanov, Medvedev en Uspensky, stelde Victor Shestakov van de Staatuniversiteit van Moskou (1907-1987) nog eerder dan Claude Shannon, namelijk in 1935, een theorie op over elektrische schakelingen, gebaseerd op de booleaanse logica, hoewel zij die datzelfde jaar (1938) pas verdedigden. De eerste publicatie van het resultaat van Shestakov vond echter pas plaats in 1941 (in het Russisch). In elk geval vormt de booleaanse algebra de grondslag voor het feitelijke ontwerp van het digitale circuit, en zo verschafte Boole via Shannon en Shestakov, de basis voor het digitale tijdperk.

## Bibliografie

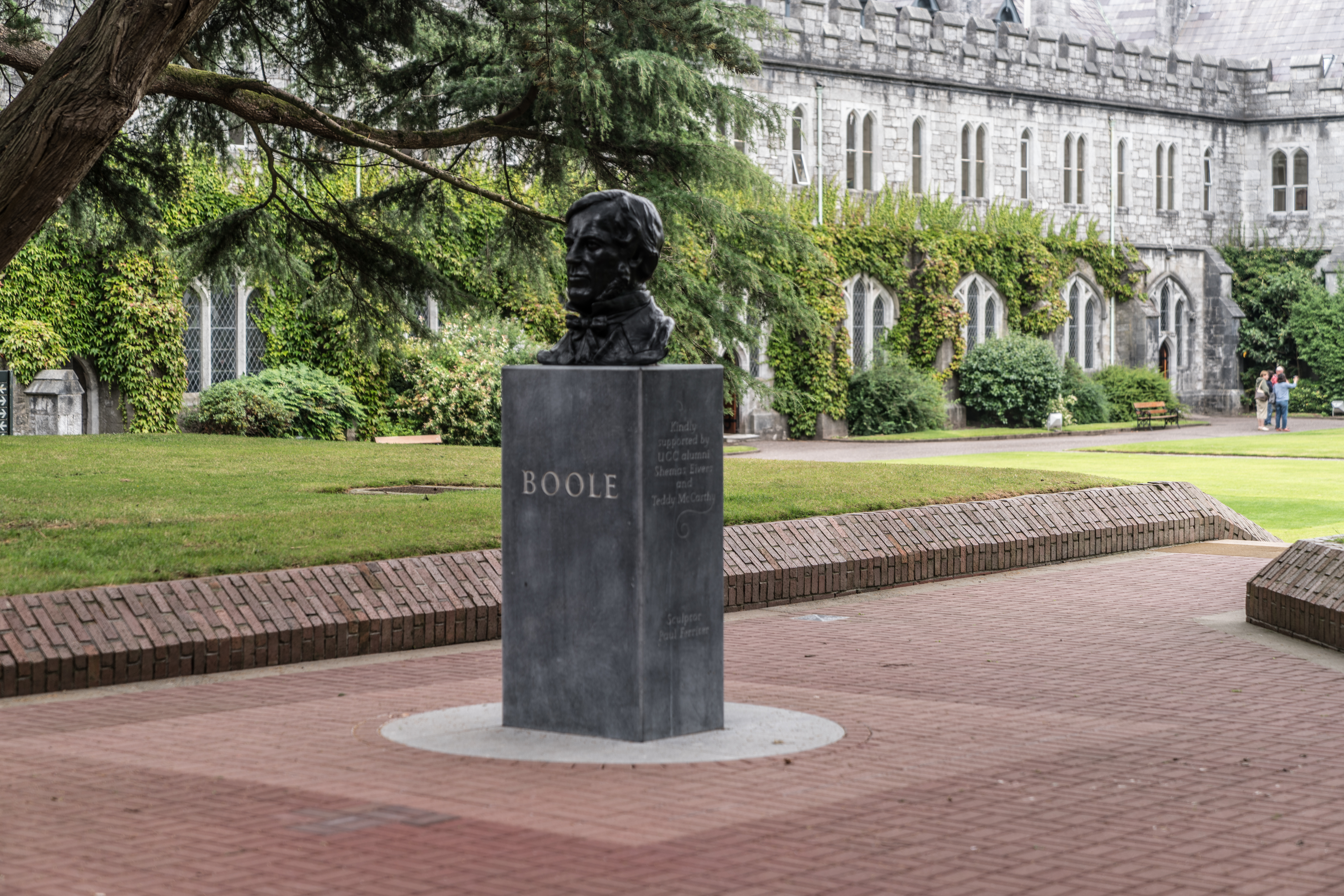
Buste (2016), University College Cork

## Trivia
- De maankrater Boole is naar hem vernoemd.
- Het primitief type boolean - ook bekend als bool, flag of logic - is naar hem vernoemd. Het kan de waarde "ja" of "nee" bevatten. Andere benamingen voor deze waarden zijn "waar" en "onwaar", of het Engelse "true" en "false". In de booleaanse algebra wordt dit ook aangegeven met 1 voor waar en 0 voor onwaar.
- Op 2 november 2015, zijn tweehonderdste geboortedag, werd Boole op de internetzoekmachine Google geëerd door een Google Doodle.